# Crossomeles aureopilis
Crossomeles aureopilis är en skalbaggsart som först beskrevs av Fisher 1953.  Crossomeles aureopilis ingår i släktet Crossomeles och familjen långhorningar. Inga underarter finns listade i Catalogue of Life.